# Mycomya chilensis
Mycomya chilensis är en tvåvingeart som beskrevs av Blanchard 1852. Mycomya chilensis ingår i släktet Mycomya och familjen svampmyggor. Inga underarter finns listade i Catalogue of Life.